# Metasia albula
Metasia albula là một loài bướm đêm trong họ Crambidae.